# 43792 Nobutakagoto
43792 Nobutakagoto è un asteroide della fascia principale. Scoperto nel 1990, presenta un'orbita caratterizzata da un semiasse maggiore pari a 2,665263 UA e da un'eccentricità di 0,248360, inclinata di 11,373312° rispetto all'eclittica. Ha un diametro di 5,952 km.